# Lehtosaari (ö i Kajanaland, Kajana, lat 64,32, long 27,45)
Lehtosaari är en ö i Finland. Den ligger i sjön Ule träsk och i kommunen Kajana i den ekonomiska regionen  Kajana ekonomiska region  och landskapet Kajanaland, i den centrala delen av landet, 500 km norr om huvudstaden Helsingfors. Öns area är 5 hektar och dess största längd är 380 meter i nord-sydlig riktning.